# Second Reality

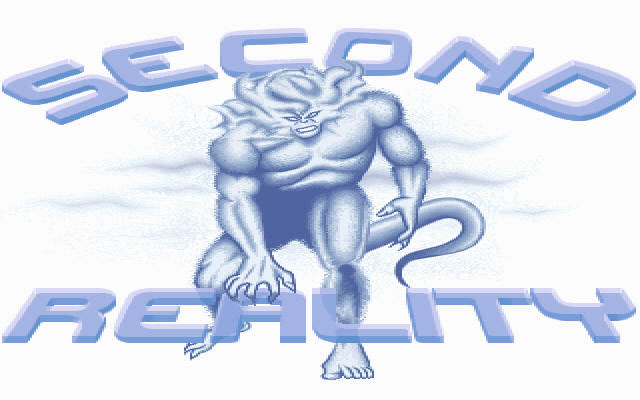
A Second Reality címképe

A Second Reality egy IBM-kompatibilis személyi számítógépekre írt demó, amelyet a finn Future Crew készített. A demót az 1993-as Assembly demó partin mutatták be 1993 július 30-án, ahol első helyezést ért el 2D és 3D grafikai demonstrációinak köszönhetően. 1993 októberében jelent meg a nyilvánosság számára. Az egyik legjobb 90-es évekbeli PC-demók között tartják számon, 1999-ben a Slashdot "Top 10 Hacks of All Time" listáján az első helyen végzett. Forráskódja elérhető a GitHub-on mint public domain szoftver.

## A demó
Számos, a demóban megjelenő technikát, amelyet más, azt megelőző demók, köztük a Future Crew korábbi munkái is használtak, finomítottak és újrafelhasználtak a Second Realityben. Zenéje ScreamTrackerben készült.
A demó egy űrbéli háttérrel indít. 3D űrhajók repülnek el a kamera felett, miután eltűntek a távolban, egy robbanás elfehéríti a képernyőt. Megjelenik a címképernyő, középen egy Wendigo lény helyezkedik el. A címkép összemegy, és sakktáblaként leesik a képernyő aljára. Egy kék-szürke árnyalatú poliéder esik le a sakktáblára, a zene ritmusára pattog. Egy idő után a sakk tábla eltűnik, és megjelenik a háttérben egy nagyobb piros-bordó árnyalatú poliéder, amely előtt az első poliéder keringeni kezd. Egy idő után a két poliéder alakzat eltűnik a sötétben. Egy pixelekből álló kanyargó alagút jelenik meg, amelyen a kamera áthalad. Az alagút végén megjelennek a sötétből az oszcilláló körök, amelyek rövidesen átváltanak Moiré mintává.

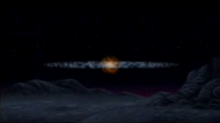
Robbanás
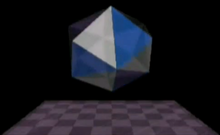
Pattogó poliéder
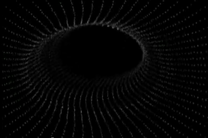
Alagút
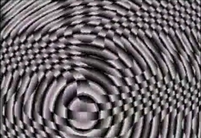
Oszcilláló körök
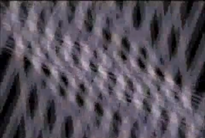
Moiré minták
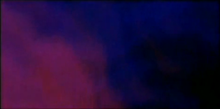
Plazma effektus
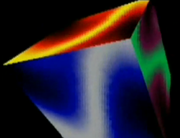
Több árnyalatú forgó kocka
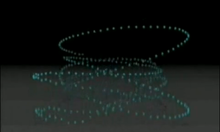
Vektor golyók
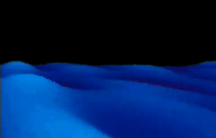
Raycast víz

## Fordítás
- Ez a szócikk részben vagy egészben a Second Reality című angol Wikipédia-szócikk ezen változatának fordításán alapul.  Az eredeti cikk szerkesztőit annak laptörténete sorolja fel. Ez a jelzés csupán a megfogalmazás eredetét és a szerzői jogokat jelzi, nem szolgál a cikkben szereplő információk forrásmegjelöléseként.